# Yorkshire du Nord
Ne doit pas être confondu avec Yorkshire du Nord (district).
Le Yorkshire du Nord (North Yorkshire /ˈnɔɹθ ˈjɔːk.ʃə(ɹ)/) est un comté du nord de l'Angleterre. Créé en 1974, il couvre une superficie de 8 654 km2, ce qui en fait le plus grand comté d'Angleterre. Comme son nom l'indique, il correspond à la partie nord du comté traditionnel de Yorkshire. Il est bordé à l'est par la mer du Nord. Du nord au sud, il est entouré par le Durham, la Cumbria, le Lancashire, le Yorkshire de l'Ouest, le Yorkshire du Sud et le Yorkshire de l'Est.

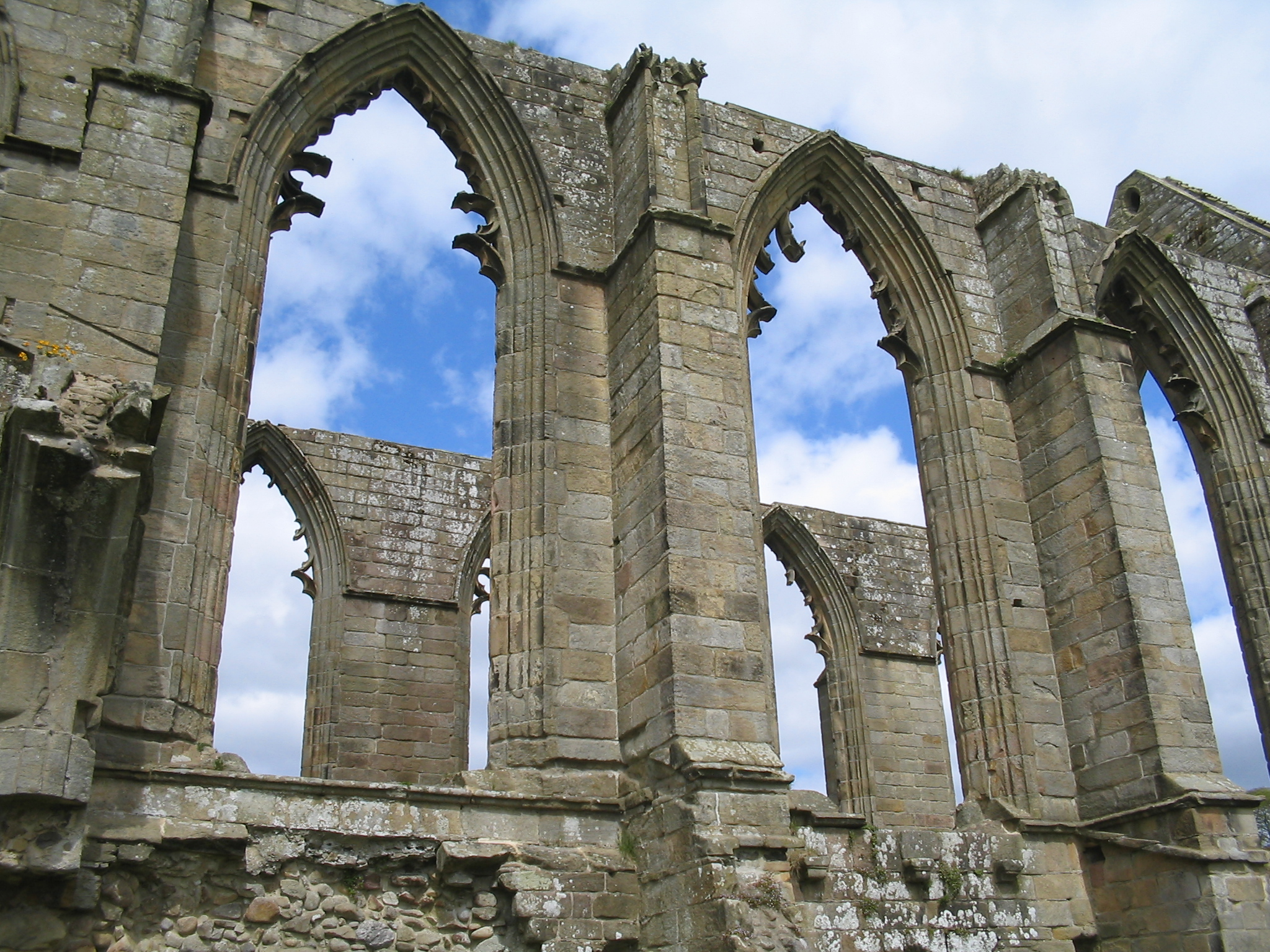
Une partie des ruines de l'abbaye de Bolton

## Histoire
Le comté non métropolitain du Yorkshire du Nord est créé le 1er avril 1974 avec l'application du Local Government Act 1972. Il correspond à l'ancien North Riding, mais inclut également les parties les plus septentrionales du West Riding et de l'East Riding. La ville d'York en est détachée le 1er avril 1996 pour former une autorité unitaire.

## Géographie
Le parc national des North York Moors et une grande partie de celui des Yorkshire Dales sont situés dans le Yorkshire du Nord. Le point culminant du comté est Whernside (736 m), sur la frontière avec le comté de Cumbria.

## Subdivisions

### Actuelles

Carte des subdivisions du Yorkshire du Nord.

Depuis le 1er avril 2023, le Yorkshire du Nord se compose de cinq autorités unitaires :
| No | Nom                 | Chef-lieu        | Superficie (km2) | Population (est. 2011) |
| -- | ------------------- | ---------------- | ---------------- | ---------------------- |
| 1  | Yorkshire du Nord   | Northallerton    | 6430,0           | 598 300                |
| 5  | City of York        | York             | 271,9            | 197 800                |
| 3  | Middlesbrough       | Middlesbrough    | 53,9             | 138 400                |
| 2  | Redcar et Cleveland | Redcar           | 244,9            | 135 200                |
| 4  | Stockton-on-Tees    | Stockton-on-Tees | 203,9            | 191 800                |

L'autorité unitaire de Stockton-on-Tees est partagée entre les comtés cérémoniaux du Yorkshire du Nord et de Durham, la frontière suivant le cours de la Tees. C'est un cas unique en Angleterre.

### Anciennes

Carte des subdivisions du Yorkshire du Nord entre 1974 et 2023.

Jusqu'au 31 mars 2023, le Yorkshire du Nord était divisé en sept districts et quatre autorités unitaires :
| No | Nom                         | Chef-lieu        | Superficie (km2) | Population (est. 2011) |
| -- | --------------------------- | ---------------- | ---------------- | ---------------------- |
| 1  | Selby                       | Selby            | 599,3            | 83 500                 |
| 2  | Harrogate                   | Harrogate        | 1 308,0          | 158 700                |
| 3  | Craven                      | Skipton          | 1 177,0          | 55 500                 |
| 4  | Richmond                    | Richmond         | 1 319,0          | 53 300                 |
| 5  | Hambleton                   | Northallerton    | 1 311,0          | 89 600                 |
| 6  | Ryedale                     | Malton           | 1 507,0          | 51 900                 |
| 7  | Scarborough                 | Scarborough      | 816,5            | 108 700                |
| 8  | City of York (A. U.)        | York             | 271,9            | 197 800                |
| 9  | Redcar et Cleveland (A. U.) | Redcar           | 244,9            | 135 200                |
| 10 | Middlesbrough (A. U.)       | Middlesbrough    | 53,9             | 138 400                |
| 11 | Stockton-on-Tees (A. U.)    | Stockton-on-Tees | 203,9            | 191 800                |

## Politique
Le Yorkshire du Nord comprend huit circonscriptions électorales :
| Nom | Nom                         | Nombre d'électeurs (2010) | Député                                |
| --- | --------------------------- | ------------------------- | ------------------------------------- |
|     | Harrogate and Knaresborough | 73 962                    | Andrew Jones (Parti conservateur)     |
|     | Richmond                    | 74 434                    | Rishi Sunak (Parti conservateur)      |
|     | Scarborough and Whitby      | 76 572                    | Robert Goodwill (Parti conservateur)  |
|     | Selby and Ainsty            | 67 709                    | Nigel Adams (Parti conservateur)      |
|     | Skipton and Ripon           | 75 532                    | Julian Smith (Parti conservateur)     |
|     | Thirsk and Malton           | 73 534                    | Kevin Hollinrake (Parti conservateur) |
|     | York Central                | 71 160                    | Rachael Maskell (Parti travailliste)  |
|     | York Outer                  | 71 613                    | Julian Sturdy (Parti conservateur)    |

## Lieux d'intérêts
- Abbaye de Byland
- Brimham Rocks
- Château de Bolton
- Château Howard et Howardian Hills
- Collines de Cleveland
- Garnison de Catterick